# Karin Tanghe
Karin Tanghe (Torhout, 13 april 1957) is een Vlaamse actrice.
In 1984 studeerde ze af aan de Studio Herman Teirlinck in de kleinkunstafdeling.
Als freelance actrice was ze actief in het theater en in televisieseries. Heel wat stukken bracht ze samen met regisseur en gedurende een tijd partner Dirk Tanghe, waaronder De getemde feeks, Nora en Zwijg kleine. In de herfst van 2012 stond ze nog in regie van Dirk Tanghe op de planken in zijn bewerking van De meeuw voor jeugdtheater Hetpaleis. Bij jeugdtheater Kopergietery speelde ze in onder andere Voetstappen in de nacht (in een regie van Eva Bal) en De Matrassenkoning (in een regie van Yahya Terryn en Olivier Roels).
Als televisieactrice is ze onder meer gekend van haar vertolking als Koningin Angina in de jeugdserie Kulderzipken en die van Margot Van Wijck in de VTM-telenovela Sara. Ze vertolkt de rol van Lea, de moeder van Tom Naegels in de verfilming van diens boek Los in de langspeelfilm Los van Jan Verheyen.
Ze speelde gastrollen in de televisieseries Buiten De Zone (zuster),  Hof van Assisen, De Kotmadam (Simonne), Heterdaad (Nicole Callens), Recht op Recht (Marijke Peeters), Sedes & Belli (Magda Caesar), Witse (Marleen Vanaecke), Rupel (Bea Steenlandt), De Kavijaks (visverkoopster), Aspe (Viviane Blanckers), Flikken (directrice in 1999, Lieve Mertens in 2004, Marianne Van Dijck in 2006), Anneliezen, F.C. De Kampioenen (Martje) Code 37 (Michèle Demaret), De Vijfhoek (Yvonne), jeugdserie Zingaburia (Mamsiepamsie), Chantal en Nonkels.
Van november 2014 tot januari 2015 was te te zien in Familie als Isabelle De Groot.
Van 2014 tot 2019 keerde ze sporadisch terug als Veerle Vanhoof, de moeder van Sam, in Thuis. Vanaf 2022 kreeg ze een groter aandeel in de reeks wanneer er bij haar personage Alzheimer wordt vastgesteld.
Zij was de partner van toneelregisseur Dirk Tanghe en is moeder van acteurs Wietse Tanghe en Joppe Tanghe en van filmmaker Sjoerd Tanghe.